# Empicoris whitei
Empicoris whitei är en insektsart som först beskrevs av Blackburn 1881.  Empicoris whitei ingår i släktet Empicoris och familjen rovskinnbaggar. Inga underarter finns listade i Catalogue of Life.